# Stanisław Maczek

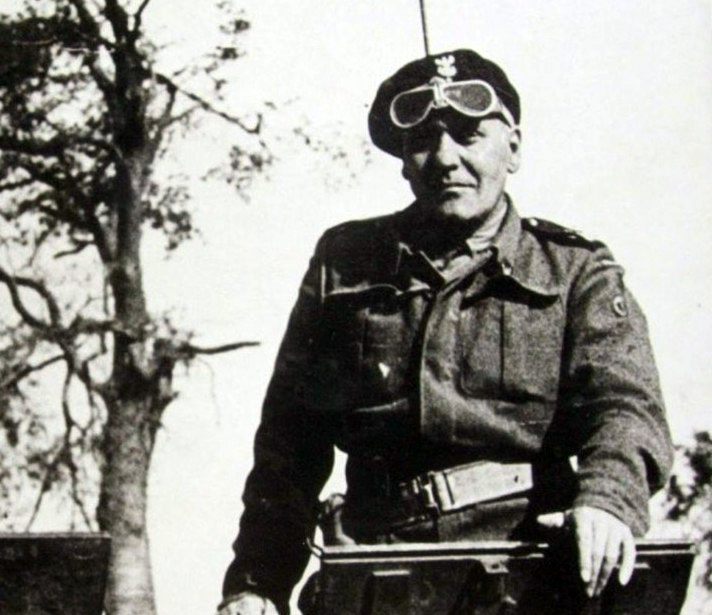
Stanisław Maczek in 1944

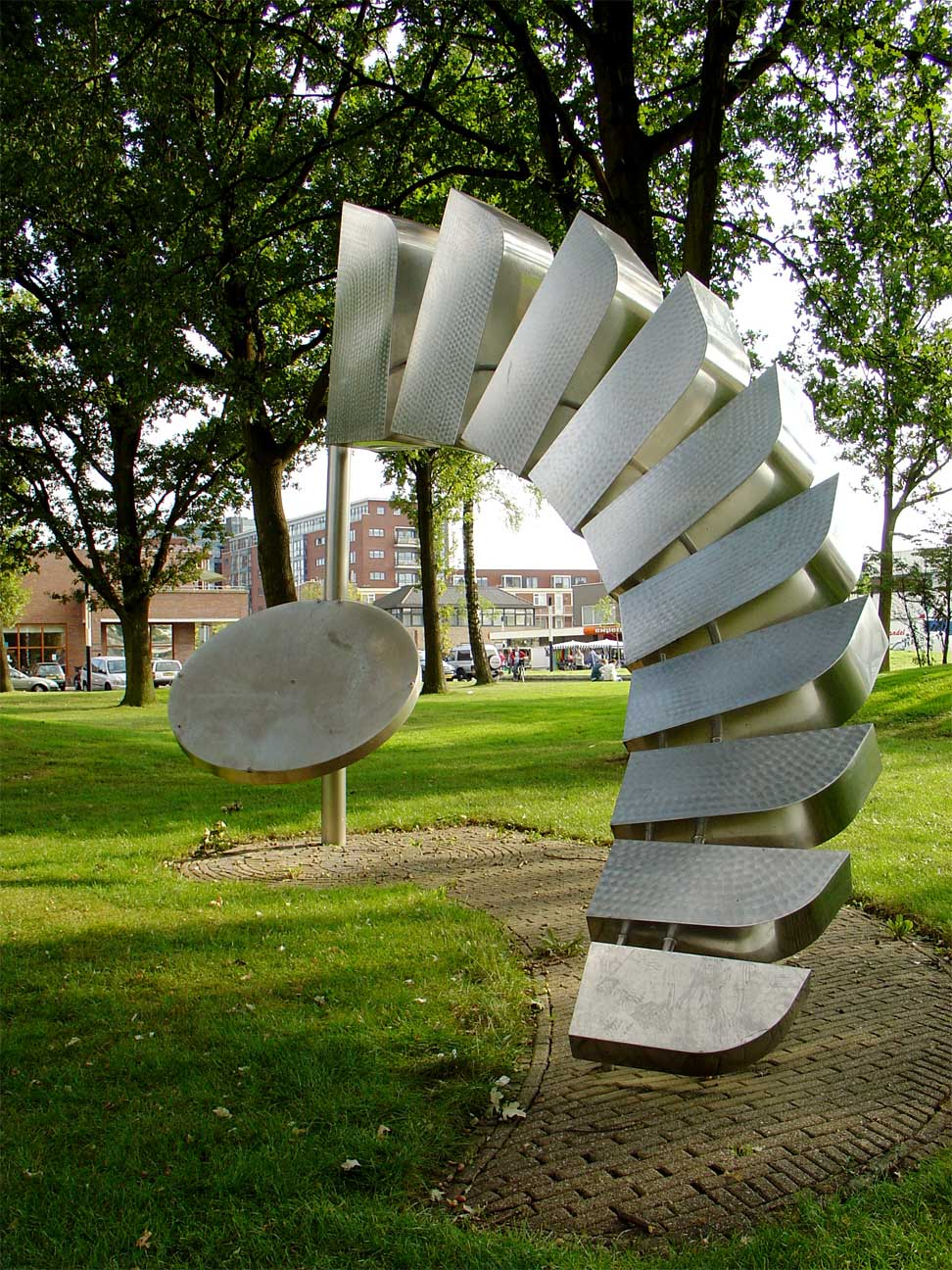
Het Maczekmonument op het naar hem genoemde Generaal Maczekplein in Stadskanaal als eerbewijs voor de bevrijding van Stadskanaal op 12 april 1945

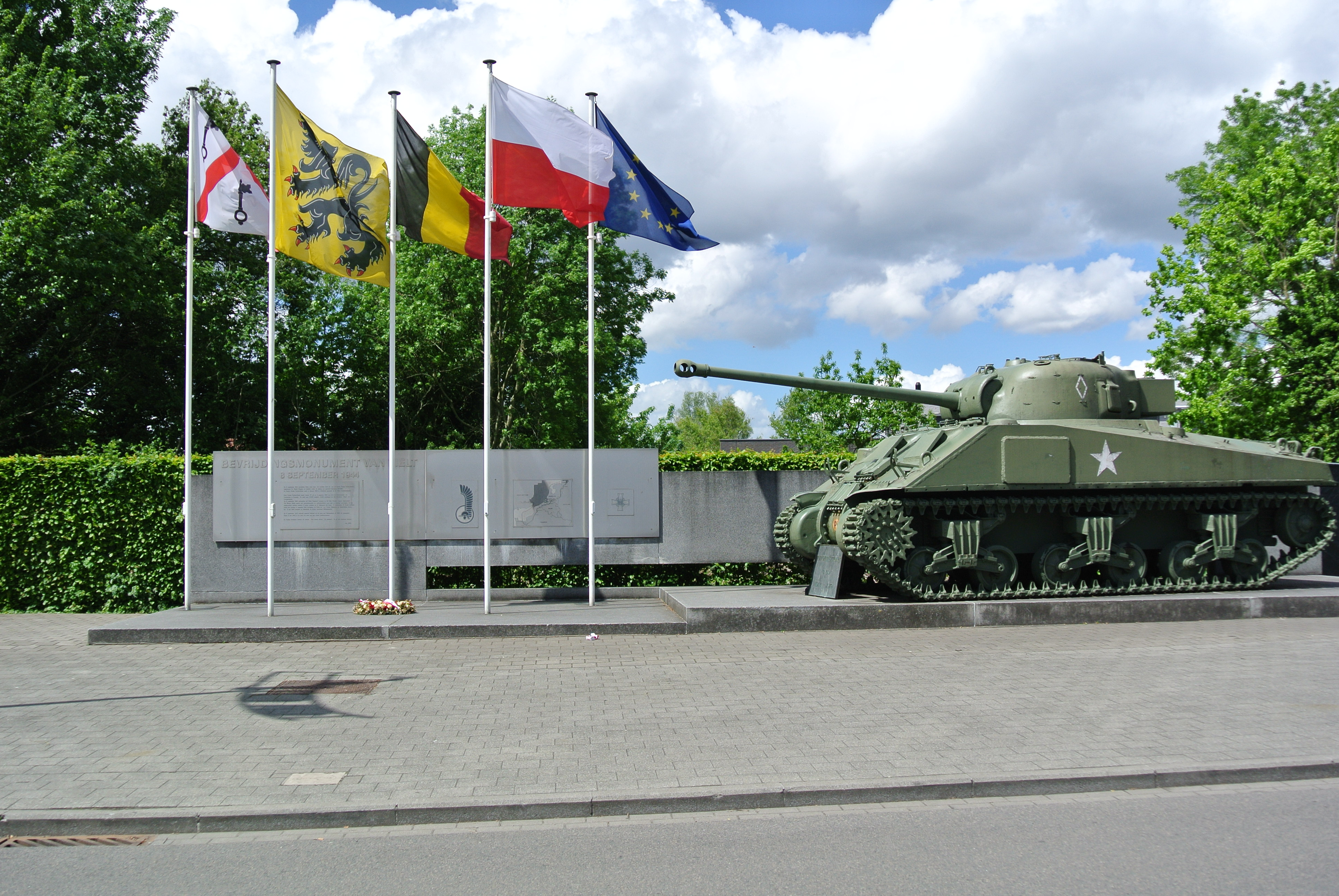
Het Bevrijdingsmonument Tielt in Tielt ter ere van de Poolse bevrijders tijdens WOII onder de leiding van Stanisław Maczek

Stanisław Władysław Maczek (spreek uit als: sta-NIES-wav MAT-sjek; IPA: [staˈɲiswaf ˈmat͡ʂɛk]) (Szczerzec, 31 maart 1892 – Edinburgh, 11 december 1994) was een Poolse generaal. Hij was commandant van de 1ste Poolse Pantserdivisie tijdens de Tweede Wereldoorlog.

## Jeugd en Eerste Wereldoorlog
Maczek bracht zijn jeugd door in de omgeving van Lwów, waar zijn vader rechter was, toen Polen nog opgedeeld was en Lwów tot het Oostenrijks-Hongaarse Rijk behoorde. Hij ging Pools en linguïstiek studeren aan de Universiteit van Lwów, terwijl hij clandestien lid was van Poolse paramilitaire organisaties. 
Tijdens zijn studie brak de Eerste Wereldoorlog uit en werd hij opgeroepen voor het Oostenrijkse leger. Hij diende als officier in een alpine-eenheid (op ski's) in de Dolomieten aan het Italiaanse front.
Na het einde van de Eerste Wereldoorlog, toen Polen voor het eerst sinds 1793 weer een onafhankelijke staat werd, meldde Maczek zich aan bij het zojuist opgerichte Poolse leger. Hij maakte snel carrière, waarbij hij zich een voorstander toonde van moderne (bewegings)oorlogvoering, met sterke pantserstrijdkrachten. Aan de vooravond van de Tweede Wereldoorlog was Maczek opgeklommen tot kolonel en voerde hij het bevel over de enige moderne tankbrigade die Polen had; de 10e Pantsercavaleriebrigade.

## Tweede Wereldoorlog
Op 1 september 1939 viel nazi-Duitsland Polen op drie fronten binnen: vanuit het westen, het noorden en het zuiden. Op 17 september 1939 viel de Sovjet-Unie ook vanuit het oosten binnen. Maczeks brigade, die gelegerd was bij Kraków (in het zuiden van Polen) wist het Duitse XVIII Korps enkele gevoelige nederlagen toe te brengen – bij een veldslag vernietigde de brigade vijftig pantservoertuigen – en bovendien haar opmars te vertragen. Vrij snel kreeg Maczek het bevel om met zijn brigade uit te wijken naar Hongarije, de brigade levert succesvolle achterhoedegevechten en liet zich in haar geheel (nadat de tanks onklaar zijn gemaakt) interneren in Hongarije. Maczeks' brigade is de enige Poolse militaire eenheid die geen enkele slag heeft verloren tijdens de Poolse Veldtocht. Maczek was zelf zeer geliefd onder zijn manschappen: hij werd door hen Baca genoemd, een term uit het 'Góralski' (Pools bergdialect) hetgeen herder betekent. In Polen is hij nog steeds een bekende persoonlijkheid.

### Frankrijk 1940
Dankzij welwillendheid van de Hongaren en Roemenen konden bijna alle geïnterneerde Poolse soldaten vertrekken naar Frankrijk, alwaar de Poolse regering in ballingschap een nieuw Pools leger oprichtte, met Frans materieel. Maczek mocht opnieuw een tankbrigade oprichten, met dezelfde naam en grotendeels met dezelfde manschappen als zijn 10e Pantsercavaleriebrigade. Tevens schrijft Maczek een gedetailleerd rapport over Blitzkrieg-tactieken met aanbevelingen op basis van zijn ervaringen tijdens de Poolse Veldtocht. Het Franse opperbevel negeerde het rapport echter volledig (de Duitsers treffen het rapport ongeopend aan na de val van Frankrijk). Toen de nazi's Frankrijk binnenvielen leverde Maczeks brigade hevige strijd op 16 en 17 juni en boekte belangrijke overwinningen in de buurt van Montbard en het kanaal van Bourgogne. Na de val van Frankrijk lukt het Maczek wederom om een succesvolle terugtrekking te voltooien, het materieel onklaar te maken en een deel van de brigade te verschepen naar Engeland.

### Noordwest Europa 1944-45
In Groot-Brittannië werd voor de derde maal een Pools leger opgebouwd, dit keer met Engels en Amerikaans materieel. Maczeks brigade werd uitgebreid tot een divisie. Gedurende twee jaar trainde deze 1e Pantserdivisie intensief voor de strijd op het Europese vasteland. Op 1 augustus 1944 landde Maczek met zijn divisie in Normandië en was bijna onmiddellijk betrokken bij de belangrijke Zak van Falaise, een bloedige veldslag waar de Polen hun waarde bewezen. Als onderdeel van het Canadese Eerste Leger stootte Maczeks divisie door, via België en Nederland, tot in Duitsland. Maczek stond toen al bekend als een uitstekend pantsercommandant, die bovendien op een "humane wijze" oorlog voerde. Zo stelde hij in zijn dagorders dat zijn soldaten zo veel mogelijk materiële en immateriële schade aan dorpen en steden moeten vermijden. Voor de bevrijding van Ieper op 6 september zette hij geen zwaar geschut in en verloor hij twaalf man in gevechten van man tot man. Op die manier bleef ook Breda beduidende schade bespaard toen de Polen de stad op 29 oktober 1944 bevrijdden. Hij heeft verschillende andere steden in Nederland bevrijd.
De oorlog eindigde voor Maczek op 6 mei 1945 met de inname van Wilhelmshaven toen hij de capitulatie in ontvangst nam van een groot deel van de Kriegsmarine en tien Duitse infanteriedivisies.

## Na de oorlog

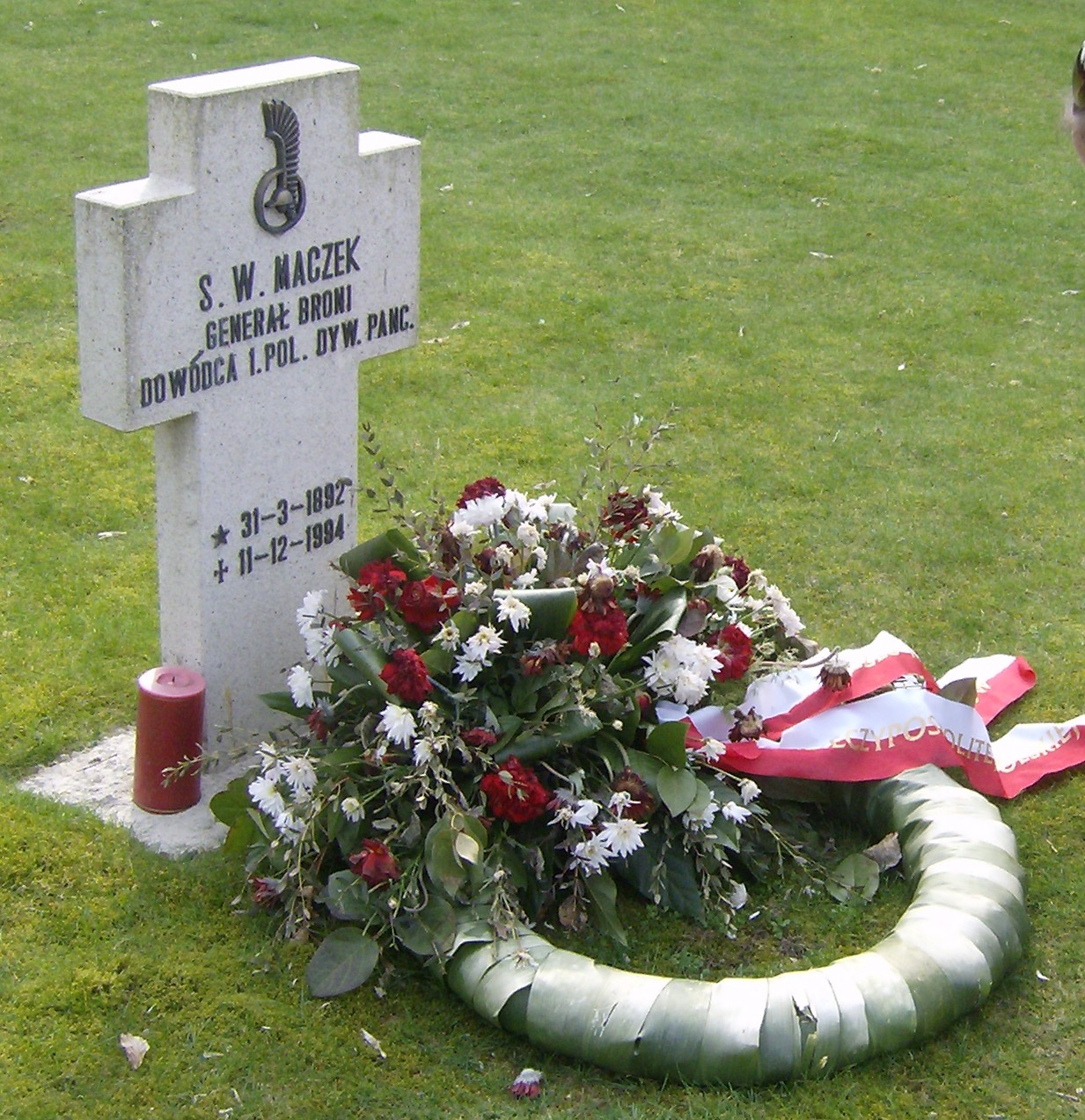
Graf van Stanisław Maczek in Breda

Tot 1947 voerde de 1e Pantserdivisie, samen met de Poolse 1e Onafhankelijke Parachutistenbrigade bezettingstaken uit in het noorden van Duitsland. Maczek werd bevorderd tot luitenant-generaal. Door de Poolse communisten werd hem zijn Poolse nationaliteit afgenomen waardoor hij gedwongen werd om een nieuw bestaan op te bouwen in Groot-Brittannië. Aangezien de Engelsen hem niet (meer) als geallieerd militair beschouwden had hij geen recht op een Brits veteranenpensioen. Tot de jaren zestig werkte hij als barman in een hotel in Edinburgh (waarvan de eigenaar een van zijn voormalige ondergeschikten was). Breda verleende hem het ereburgerschap en bood hem zelfs een huis aan, hij was zeer geroerd door het aanbod maar zei in Schotland te willen blijven omdat hij net gewend was aan de regen. In 1979 huldigde Maczek in de Belgische stad Tielt een Sherman Firefly tank in, die als Bevrijdingsmonument werd geplaatst op een naar hem vernoemd plein. Later kreeg hij er ook een beeld in brons van kunstenaar Jef Claerhout.
Een bronzen standbeeld van een in uniform op een bank zittende generaal Maczek is geplaats op het pleintje voor de Edinburgh City Chamber, 253 High street , Edinburgh. Dit beeld is gemaakt door Bronislaw Krzysztof en werd op 3 november 2018 onthult.
Maczek bemoeide zich weinig met de Poolse regering-in-ballingschap en al helemaal niet met het communistische Polen. Alleen toen de Staat van Beleg werd afgekondigd in Polen in 1981 appelleerde Maczek het Poolse leger om niet te schieten op de stakers van Solidarność. Hij bleef nog wel veelvuldig in contact met zijn manschappen en met Breda en hij heeft de val van het communisme in Polen nog mee mogen maken.
Op 1 november 1990 werd Maczek door de regering van de nieuwe Poolse Republiek benoemd tot luitenant-generaal in het Poolse leger. Op zijn honderdste verjaardag werd hij onderscheiden met de hoogste Poolse onderscheiding, de Orde van de Witte Adelaar.

### Overlijden
Maczek is tot zijn dood in 1994 op 102-jarige leeftijd in Schotland blijven wonen. Hij werd onder grote belangstelling begraven op het Poolse ereveld te Breda, vlak bij het naar hem vernoemde Maczek Memorial Breda.

## Militaire loopbaan
- Podporucznik, Oostenrijks-Hongaars leger: 1916[1]
- Porucznik, Oostenrijks-Hongaars leger:[1] 1918
- Rotmistrz, Poolse strijdkrachten: 1919[1]
- Major, Poolse strijdkrachten: 1921[1], gewijzigd 3 mei 1922 met een anciënniteit van 1 juni 1919
- Podpułkownik, Poolse strijdkrachten:[1] 1 december 1924 met een anciënniteit van 15 augustus 1924[4][5]
- Pułkownik, Poolse strijdkrachten: 1931 met anciënniteit vanaf 1 januari 1931[1][4]
- Generał Brygady, Poolse strijdkrachten: 15 november 1939[4]
- Generał Dywizji, Poolse strijdkrachten: 1 juni 1945[4]
- Generał Broni, Poolse strijdkrachten: 11 november 1990[4][5]

## Onderscheidingen
- Orde van de Witte Adelaar op 19 januari 1994 (Postuum)[6][7][8]
- Ridderkruis in de Virtuti Militari[7][8]
- Virtuti Militari, IVe Klasse (gouden kruis) in 1924[7][8]
- Virtuti Militari, Ve Klasse (zilveren kruis) op 25 november 1944[7][8]
- Grootofficier in de Orde van Oranje-Nassau[8] met Zwaarden op 3 april 1946[7]
- Commandeur in de Orde van het Bad[7][8]
- Lid in de Orde van het Bad[7]
- Commandeur van de Orde van het Britse Rijk[7]
- Commandeur in het Legioen van Eer[8] op 26 maart 1945[7]
- Orde van Voorname Dienst (DSO)[8] op 25 november 1944[7][9]
- Grootkruis in de Orde Polonia Restituta op 2 maart 1987[7]
- Commandeur in de Orde Polonia Restituta[7]
- Grootofficier in de Kroonorde met Palm[7]
- Oorlogskruis 1944[7]
- Kruis van Verdienste in goud[7]
- War Medal 1939-1945 (Francja)
- Croix de guerre (1939-1945) met Palm in 1945[7]
- Oorlogskruis met Palm in 1945[7]
- Orde van de Ster van Roemenië, Vierde Klasse in 1929
- Ereburger van Breda
- Defensiemedaille[7]
- War Medal 1939-1945[7]
- Herinneringsmedaille voor de 10e Jubileum van de Onafhankelijkheid[7]
- Herinneringsmedaille van de Oorlog van 1918-1921[7]
- Oorlogsmedaille voor het Leger 1939-1945 in 1945[7]
- 1939-1945 Star[7]
- France and Germany Star[7]